# Philippe Chatrier
Philippe Chatrier (ur. 2 lutego 1928 w Créteil, zm. 23 czerwca 2000 w Dinard) – francuski działacz tenisowy, w młodości zawodnik.
W ciągu kariery zawodniczej osiągnął mistrzostwo Francji juniorów w grze pojedynczej i podwójnej w 1945 roku.
Reprezentował Francję w Pucharze Davisa w latach 1948–1950, a w 1969 roku był kapitanem drużyny.
Bardziej znany był jako wieloletni działacz sportowy. Przez 20 lat, w latach 1972–1992, kierował francuską federacją tenisa jako jej prezydent i to z jego nazwiskiem kojarzone jest przede wszystkim odrodzenie prestiżu turnieju French Open. Imię Chatriera nosi kort centralny obiektu Stade Roland Garros.
W latach 1977–1991 był jednocześnie prezydentem Międzynarodowej Federacji Tenisowej. Jego szczególną troską było wprowadzenie z powrotem tenisa do programu igrzysk olimpijskich, co nastąpiło w 1988 roku. Dbał także o wysoką jakość pozostałych turniejów wielkoszlemowych. W 1991 roku został mu nadany tytuł prezydenta honorowego federacji.
Jako dziennikarz był twórcą czołowego magazynu tenisowego we Francji – „Tennis de France”. Został wybrany członkiem Międzynarodowego Komitetu Olimpijskiego, a w latach 1979–1985 przewodniczył Międzynarodowej Radzie Męskiego Tenisa Zawodowego.
W 1992 roku został przyjęty w poczet członków Międzynarodowej Tenisowej Galerii Sławy.